# Гилберт (ураган)

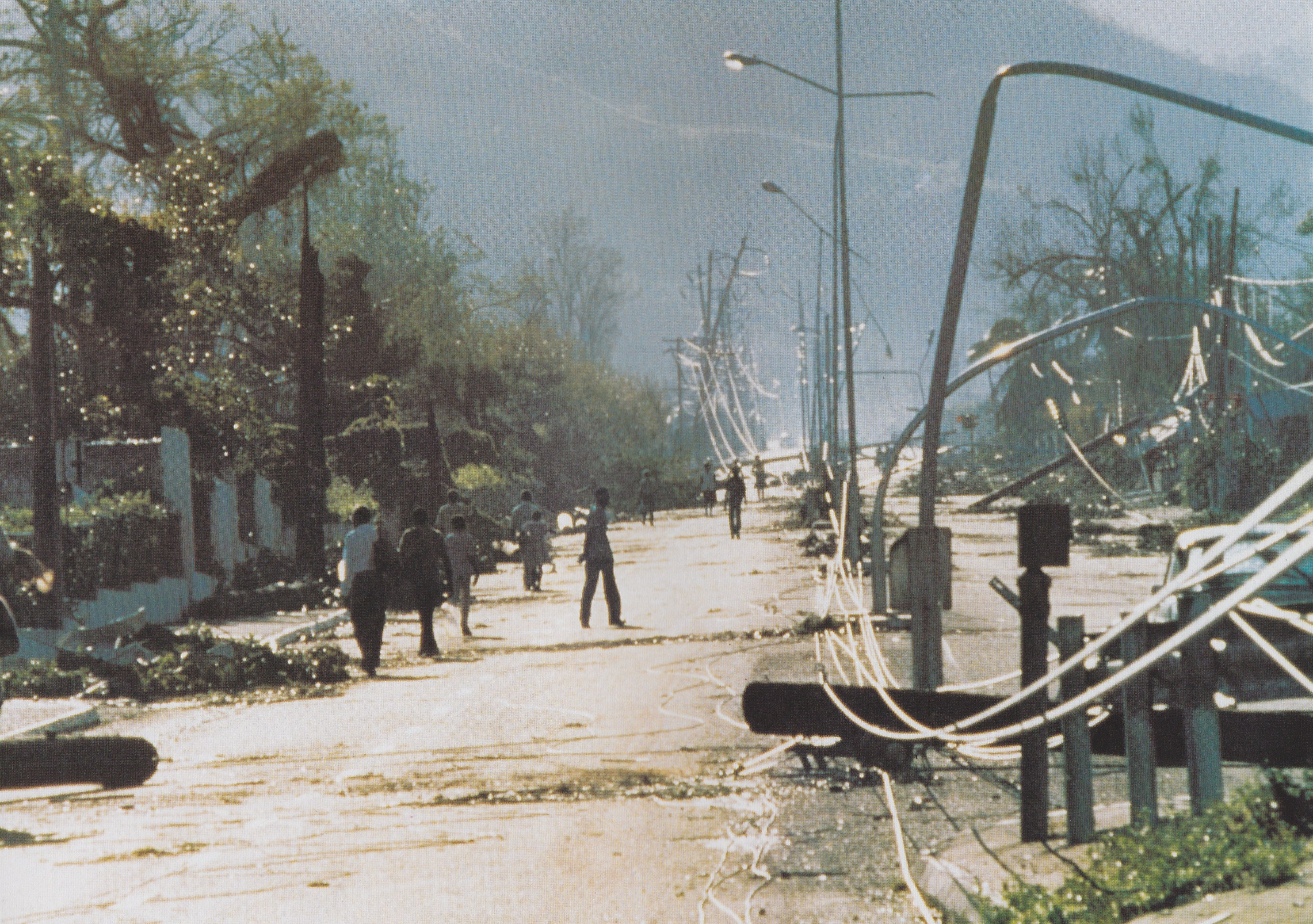
Улица Кингстона (Ямайка) после урагана 12 сентября 1988 года

Ураган Ги́лберт (англ. Hurricane Gilbert) — чрезвычайно мощный ураган типа Кабо-Верде, сформировавшийся в 1988 году в сезон ураганов в Атлантике и нанёсший огромные разрушения во многих странах Вест-Индии и на побережье Мексиканского залива. Это был второй из наиболее интенсивных ураганов, когда-либо наблюдавшихся в Атлантическом бассейне, после урагана Вильма 2005 года. Кроме того, Гилберт был одним из крупнейших по размеру тропических циклонов Атлантического бассейна, в некоторый момент имел диаметр 925 км. Гилберт был седьмым тропическим штормом и третьим ураганом сезона. В течение 9 дней он проходил над населёнными районами, убив в общей сложности 433 человека и осуществив разрушений на 2,98 млрд долларов США (по ценам 1988 года).

## Метеорологическая история

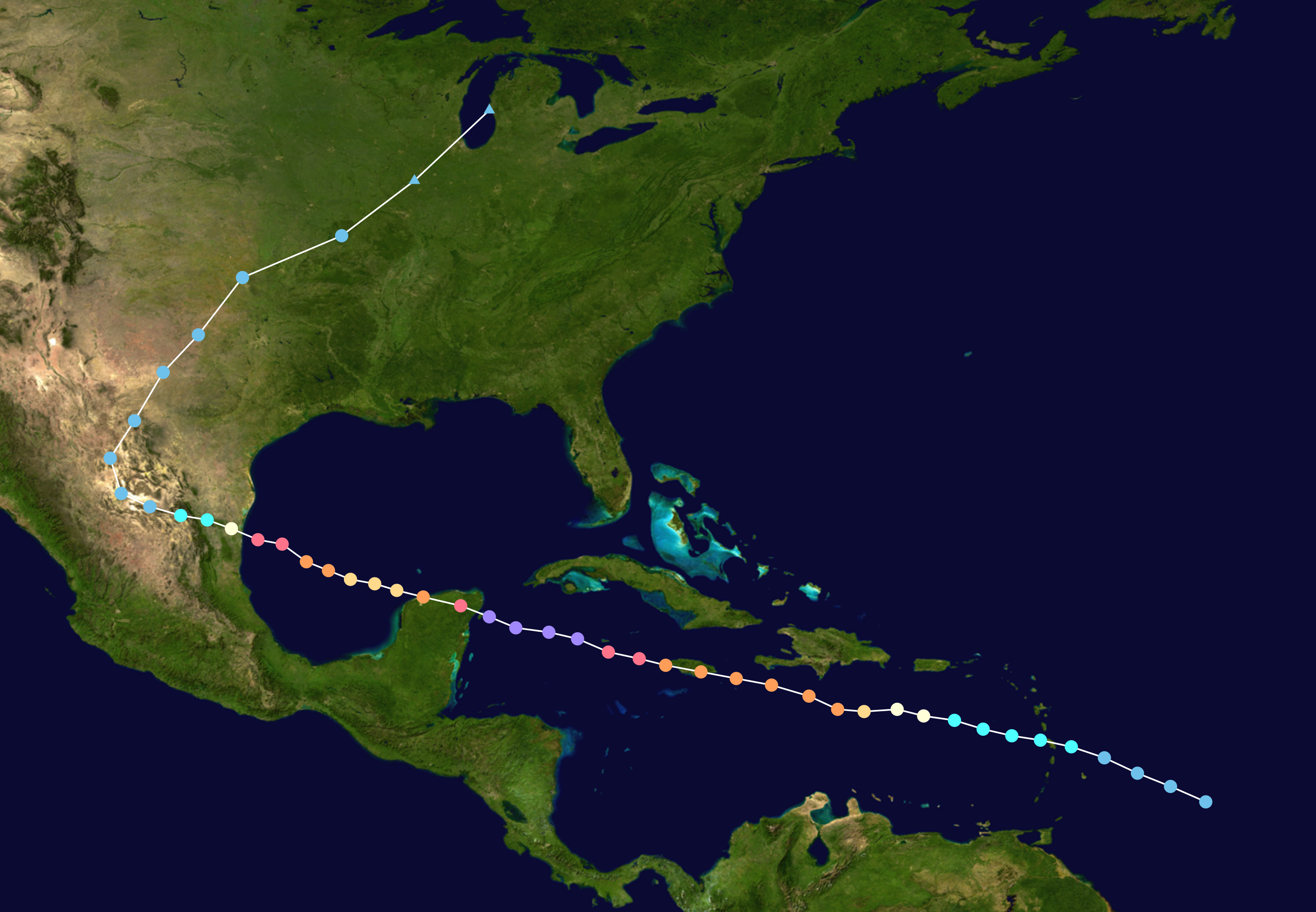
Карта с указанием курса и интенсивности шторма по шкале Саффира — Симпсона

Истоки урагана Гилберт восходят к восточной тропической волне — вытянутой области низкого давления, движущейся с востока на запад, которая пересекла северо-западное побережье Африки 3 сентября 1988 года. В последующие дни волна пересекла тропическую Атлантику и создала широкую циркуляцию ветра, простирающуюся чуть севернее экватора. Система оставалась дезорганизованной до 8 сентября, когда спутниковые снимки показали определенный центр циркуляции, приближающийся к Наветренным островам. На следующий день Национальный центр ураганов (NHC) классифицировал его как двенадцатую тропическую депрессию ежегодного сезона ураганов, используя метод Дворака, когда он находился примерно в 400 милях (640 км) к востоку от Барбадоса. Депрессия двигалась на запад-северо-запад и, продвигаясь через Малые Антильские острова около Мартиники, набрала достаточно силы, чтобы быть обозначенной как тропический шторм Гилберт. 10 сентября Гилберт достиг интенсивности урагана, который 11 сентября быстро перерос в ураган категории 3. 12 сентября ураган обрушился на восточное побережье Ямайки с устойчивыми ветрами 125 миль в час (201 км/ч). На следующий день после того, как ураган покинул побережье Ямайки, произошло взрывное усиление, и в течение 24 часов шторм стал ураганом категории 5 по шкале Саффира — Симпсона, с максимальной устойчивой скоростью ветра 185 миль в час (298 км/ч), поздно 13 сентября. Затем Гилберт немного ослабел и позже 14 сентября вышел на берег полуострова Юкатан, сохранив при этом интенсивность категории 5. После выхода на сушу Гилберт быстро ослабел над полуостровом Юкатан и 15 сентября вышел в Мексиканский залив как ураган категории 2. Однако Гилберт вновь набрал силу и в последний раз обрушился на побережье в качестве урагана категории 3 около Ла-Пески, Тамаулипас, 16 сентября, со скоростью ветра около 125 миль в час (201 км/ч).  
17 сентября Гилберт задел внутренний город Монтеррей, штат Нуэво-Леон, прежде чем резко повернуть на север. Шторм породил 29 торнадо в Техасе 18 сентября, а затем переместился через Оклахому. Он был поглощен системой низкого давления над Миссури 19 сентября и, наконец, стал внетропическим над озером Мичиган. Гилберт неофициально имеет самое низкое измеренное центральное давление в глазу атлантического урагана – 879 мбар, но поскольку на самолёте не было сбрасываемых зондов для измерения давления на уровне моря, это значение подтвердить не удалось. Национальный центр по наблюдению за ураганами использовал более точное температурное поле для расчёта давления в глазу шторма на уровне моря и дал официальную оценку в 885 мбар. Однако позже это значение было пересмотрено до 888 мбар во время анализа после шторма, поскольку было установлено, что датчик давления самолёта, используемый для расчёта статического давления, имел смещение в сторону низкого давления. 